# 馬庫汗國
馬庫汗國，是一個由巴岳特土庫曼人在伊朗西北馬庫地方成立的小汗國，開國君主是阿赫馬德汗·巴岳特。由1747年生存至1922年。
它是在納迪爾沙阿死後成立，並在薩法維帝國解體時獲得半獨立。它於1829年重新加入波斯帝國，然而在莫爾圖扎庫魯汗巴岳特去世后的另一個世紀里沒有被廢除。直到二十世紀重新併入卡扎爾王朝。
汗國的人口主要由三個民族組成：奇茲爾巴什(信仰什葉派的土庫曼人)、庫爾德人和亞美尼亞人